# قرار مجلس الأمن التابع للأمم المتحدة رقم 1341
قرار مجلس الأمن التابع للأمم المتحدة رقم 1341، المتخذ بالإجماع في 22 شباط / فبراير 2001، بعد الإشارة إلى القرارات 1234 (1999)، 1258 (1999)، 1265 (1999)، 1273 (1999)، 1279 (1999)، 1291 (2000)، 1296 (2000)، 1304 (2000)، 1323 (2000) و1332 (2000) بشأن الحالة في جمهورية الكونغو الديمقراطية، طالب المجلس جميع أطراف النزاع في البلد بتنفيذ خطط فض الاشتباك واعتماد خطط انسحاب للقوات الأجنبية بحلول 15 مايو 2001.

## القرار

### أعمال
وبموجب الفصل السابع من ميثاق الأمم المتحدة، أشار القرار إلى أنه تم إحراز تقدم في احترام وقف إطلاق النار ودُعيت جميع الأطراف إلى وقف الأعمال العدائية. وطالب القوات الرواندية والأوغندية بالانسحاب الفوري من جمهورية الكونغو الديمقراطية، وطالب جميع الأطراف بتنفيذ خطط فض الاشتباك وإعادة نشر القوات. وحث الأطراف في اتفاق لوساكا لوقف إطلاق النار على اعتماد خطط لسحب جميع القوات الأجنبية ونزع سلاح الجماعات المسلحة وتسريحها وإعادة إدماجها وإعادتها إلى الوطن أو إعادة توطينها بحلول 15 أيار / مايو 2001، والامتناع عن أي عمل عسكري خلال هذه العملية.
وقد أُدينت جميع المذابح التي ارتكبت في جمهورية الكونغو الديمقراطية ودُعي إلى وضع حد لممارسة تجنيد الأطفال. وحُثت الأطراف المعنية على احترام حقوق الإنسان، وضمان وصول آمن ودون عوائق لمنظمات الإغاثة الإنسانية، وضمان حرية حركتها. وأشار المجلس إلى اتفاقية جنيف الرابعة بشأن حماية المدنيين في النزاعات المسلحة فيما يتعلق بقوات الاحتلال.
ودعا القرار جميع الأطراف إلى التعاون مع بعثة الأمم المتحدة في جمهورية الكونغو الديمقراطية لمواصلة تطوير الحوار بين الأطراف. وأعاد تأكيد توسيع عملية البعثة وإعادة نشرها، وشدد على أنه سيُنظر في إجراء استعراض آخر لرصد انسحاب القوات الأجنبية، وتنفيذ الخطط المذكورة أعلاه وتعزيز الأمن في المناطق الحدودية مع رواندا وأوغندا وبوروندي. وسيؤيد المجلس الأمين العام كوفي عنان إذا قرر نشر قوات في المناطق الحدودية، وخاصة في غوما وبوكافو.
ورحب المجلس بالتزام حكومة جوزيف كابيلا باستئناف الحوار بين الكونغوليين والحوار بين جمهورية الكونغو الديمقراطية وبوروندي والاجتماعات الأخيرة بين رئيسي رواندا وجمهورية الكونغو الديمقراطية، مشيرا إلى أن نزع سلاح جمهورية الكونغو الديمقراطية وستقوم القوات المسلحة الرواندية السابقة والإنتراهاموي بتسهيل تسوية النزاع. ومن المهم إنهاء الاستغلال غير المشروع للموارد الطبيعية. وسيتم النظر في اتخاذ مزيد من التدابير، ومن المقرر إيفاد بعثة إلى المنطقة، ربما في أيار / مايو 2001.

## روابط خارجية
- نص القرار في undocs.org